# Israel López (football)
Israel López Hernández (né le 29 septembre 1974 à Mexico au Mexique) est un joueur de football international mexicain, qui évoluait au poste de milieu de terrain.

## Biographie

### Carrière en club
Avec le Deportivo Toluca, il remporte une Coupe des champions de la CONCACAF en 2003.

### Carrière en sélection
Avec l'équipe du Mexique, il joue 26 matchs (pour aucun but inscrit) entre 2000 et 2007. 
Il figure dans le groupe des sélectionnés lors de la Gold Cup de 2005, où son équipe atteint les quarts de finale.
Il participe également aux Jeux olympiques de 2004. Lors du tournoi olympique organisé en Grèce, il joue trois matchs.
Il joue enfin 4 matchs comptant pour les tours préliminaires de la coupe du monde 2006.

## Palmarès
Deportivo Toluca
- Championnat du Mexique (3) :
  - Champion : 2002 (Apertura), 2005 (Apertura) et 2008 (Apertura).

- Coupe des champions (1) :
  - Vainqueur : 2003.
  - Finaliste : 2006.